# Vladimir Spivakov
Vladimir Teodorovitch Spivakov (en russe : Владимир Феодорович Спиваков), né le 12 septembre 1944 à Oufa, alors en Union soviétique, est un violoniste (concertiste et chambriste) et chef d'orchestre russe.
Il a signé en 2014 la pétition de soutien à l'annexion de la Crimée no 404,.
Mais en 2022 il a co-signé avec d'autres artistes une pétition contre la guerre en Ukraine déclenchée par Poutine.

## Biographie
- 1944 : Naissance à Oufa, dans la république de Bachkirie (aujourd'hui en Russie), au sein d’une famille juive de musiciens
- 1967 : Prix au Concours Paganini de Gênes
- 1969 : Premier Prix au Concours International de Montréal
- 1970 : Second Prix au Concours Tchaïkovski de Moscou
- 1976 : Débuts de chef d’orchestre avec l'Orchestre symphonique de Chicago
- 1979 : Création de son propre orchestre de chambre Les Virtuoses de Moscou
- 1982 : Récipiendaire du Prix du Komsomol
- 1989 : Prix d'État de l'URSS pour les programmes des concerts 1986—1988
- 1989 : Succède à Karl Münchinger à la direction artistique du Festival international de musique de Colmar.
- 1990 : Membre de jury des grands concours internationaux de violon
- 1994 : Création de sa propre Fondation de bienfaisance pour venir en aide aux jeunes musiciens de talent, dans une démarche à la fois humanitaire et artistique
- 1997 : Président du Concours International de violon Pablo Sarasate en Espagne
- 1999 : Officier dans l'ordre des Arts et des Lettres
- 2000 : Nommé chevalier de la Légion d'honneur
- 2003 : Devient directeur artistique et chef principal de l'orchestre national philharmonique de Russie
- 2004 : président du jury du concours Violin Masters à Monte Carlo ; est nommé président de la « Maison de la musique » de Moscou
- 2007 : Président du jury (violon) du concours Tchaïkovski à Moscou ; est désigné « artiste de la paix » par l’UNESCO
- 2011 : Promu officier de la Légion d'honneur (1er février 2011)

## La Fondation internationale de bienfaisance Vladimir Spivakov
En mai 1994, la Fondation internationale de bienfaisance Vladimir Spivakov est fondée par le Maestro dans le but d'aider les enfants orphelins et malades, ainsi que de créer des conditions favorables à l'épanouissement de jeunes talents. « Je veux donner aux gens talentueux la possibilité de respirer librement — a dit le musicien dans l'une de ses interviews — encore plus, je veux les faire croire dans les forces du Bien et leur faire sentir qu'ils sont respectés. »
Au cours des huit premières années de son existence, la Fondation présidée par Vladimir Spivakov a pu aider plus de 2 000 enfants. Plus de 800 jeunes talents — musiciens, peintres, danseurs — sont devenus boursiers de la Fondation et 350 parmi eux sont lauréats des concours et festivals internationaux. Plus de 1 500 concerts ont été organisés en Russie et dans plusieurs pays du monde dont 93 avec « Les Virtuoses de Moscou ». Grâce à la Fondation plus de 200 enfants ont reçu l'assistance médicale ; 90 opérations chirurgicales complexes ont été organisées et financées ; 195 instruments de musique ont été offerts aux jeunes musiciens doués ; 43 boursiers ont été envoyés par la Fondation faire leurs études à l'étranger : en France, en Grande-Bretagne, en Suisse, en Italie, en Belgique, en Allemagne, aux États-Unis, en Israël, en Norvège, en Suède, au Canada, en Finlande.
Elle compte parmi ses membres le saxophoniste Carl-Emmanuel Fisbach.
Elle a été décorée par une médaille honorifique de l'UNESCO.

## Hommage
Est nommé en son honneur (5410) Spivakov, un astéroïde de la ceinture principale découvert en 1967.